# Eparchie šanghajská
Eparchie Šanghaj je eparchie čínské pravoslavné církve.

## Historie
Dne 17. září 1922 byl zřízen šanghajský vikariát pekingské eparchie.
Dne 3. června 1934 se biskupem stal Ioann (Maximovič). Za jeho období byl vystavěn katedrální chrám ikony Matky Boží Zastánkyně hříšných v Šanghaji a chrám svatého Mikuláše.
Roku 1945 přešli biskupové Číny pod jurisdikci Moskevského patriarchátu, ale biskup Ioann zůstal pod jurisdikcí Ruské pravoslavné církve v zahraničí. Dne 15. ledna 1946 přijel do Šanghaje arcibiskup pekingský a čínský Viktor (Svjatin), který požadoval, aby se biskup Ioann podřídil eparchiální správě a přešel pod Moskevský patriarchát, což odmítl. Na setkání šanghajského duchovenstva arcibiskup Viktor navrhl uznat jako primase patriarchu Alexije I. Po dobu dvou měsíců zůstávala situace v ruské šanghajské kolonii nejistá. Konzulát SSSR vedl kampaň mezi emigranty za přijetí sovětského občanství a návrat do SSSR. Arcibiskup Viktor zakázal službu biskupovi Ioannovi, ten ale neuposlechl. Eparchie byla rozdělena na dvě části; asi až 10 000 věřících se stalo součástí Moskevského patriarchátu a 5000 součástí Ruské pravoslavné církve v zahraničí pod vedením biskupa Ioanna.
Dne 10. května 1946 Archijerejský synod Ruské pravoslavné církve v zahraničí povýšil biskupa Ioanna na arcibiskupa a jmenoval ho biskupem nově zřízené šanghajské eparchie. Dne 1. června téhož roku obdržel dekret jmenování a vyzval arcibiskupa Viktora, aby opustil katedrální chrám a eparchii. Dne 15. června odevzdal arcibiskup Viktor arcibiskupu Ioannovi dekret patriarchy Alexije o jeho odvolání ze šanghajského stolce. Biskup Juvenalij (Kilin) byl jmenován novým vikářem eparchie pod správou Moskevského patriarchátu.
Arcibiskup Ioann získal ze strany vlády strany Kuomintang uznání jako hlava všech ruských farností a získal čínské občanství. Arcibiskup Viktor byl zatčen, ale poté byl propuštěn.
Ofenzíva Čínské lidové osvobozenecké armády proti jednotkám Kuomintangu přinutila mnoho ruských emigrantů žijících v Chan-kchou, Pekingu, Tchien-ťinu, Čhin-tao a dalších městech odejít do Šanghaje. O vše se starala Organizace spojených národů. Zatímco armáda postupovala k Šanghaji, OSN se obrátila s žádostí na několik zemí, aby poskytly dočasné útočiště uprchlíkům. Na tuto výzvu zareagovaly pouze Filipíny, které vyčlenily neobydlenou část ostrova Tubabao. Evakuace uprchlíků započala v lednu 1949 a skončila začátkem května stejného roku. Spolu s uprchlíky odešel i arcibiskup Ioann (Maximovič).
Po masovém odchodu ruských emigrantů zůstala činná jen eparchie Moskevského patriarchátu. Dne 22. srpna 1950 se eparchie stala součástí Východoasijského exarchátu. Dne 26. září 1950 byl vysvěcen biskup Simeon (Du).
V prosinci 1964 zakázala vláda pravoslavnou církev v Šanghaji. Během let kulturní revoluce byli kněží utlačováni.
Roku 2003 se začala formovat malá pravoslavná komunita.

## Seznam biskupů

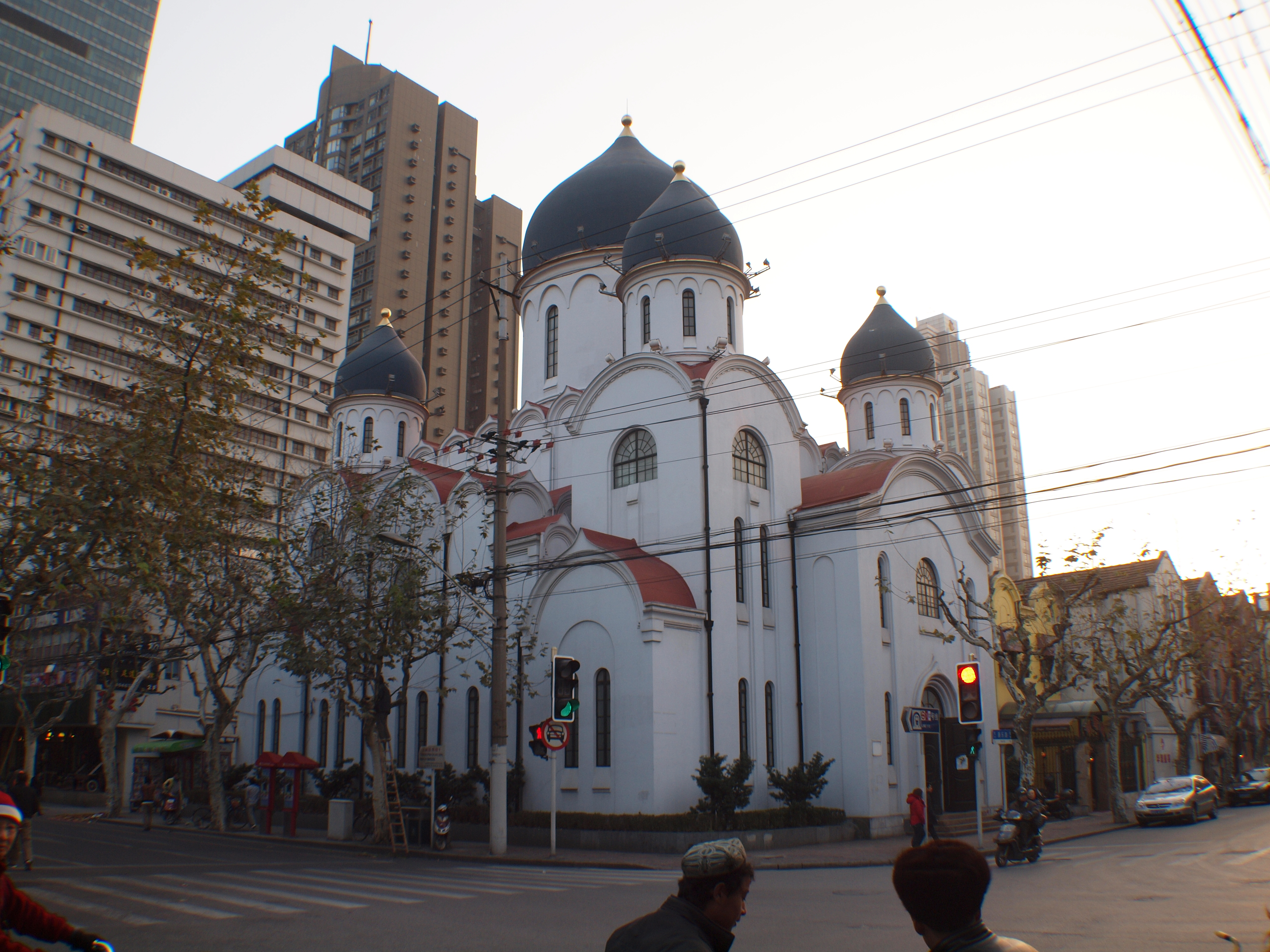
Katedrální chrám

### Šanghajský vikariát pekingské eparchie RPCZ
- 1922–1931 Simon (Vinogradov)
- 1932–1933 Viktor (Svjatin)
- 1934–1946 Ioann (Maximovič) svatořečený

### Eparchie šanghajská RPCZ
- 1946–1959 Ioann (Maximovič)

### Šanghajský vikariát pekingské eparchie MP
- 1946–1947 Juvenalij (Kilin)

### Eparchie šanghajská MP
- 1950–1965 Simeon (Du)
  - 1997–2008 patriarcha Alexij II. dočasný správce
  - od 2008 patriarcha Kirill dočasný správce